# James Hall (petroloog)

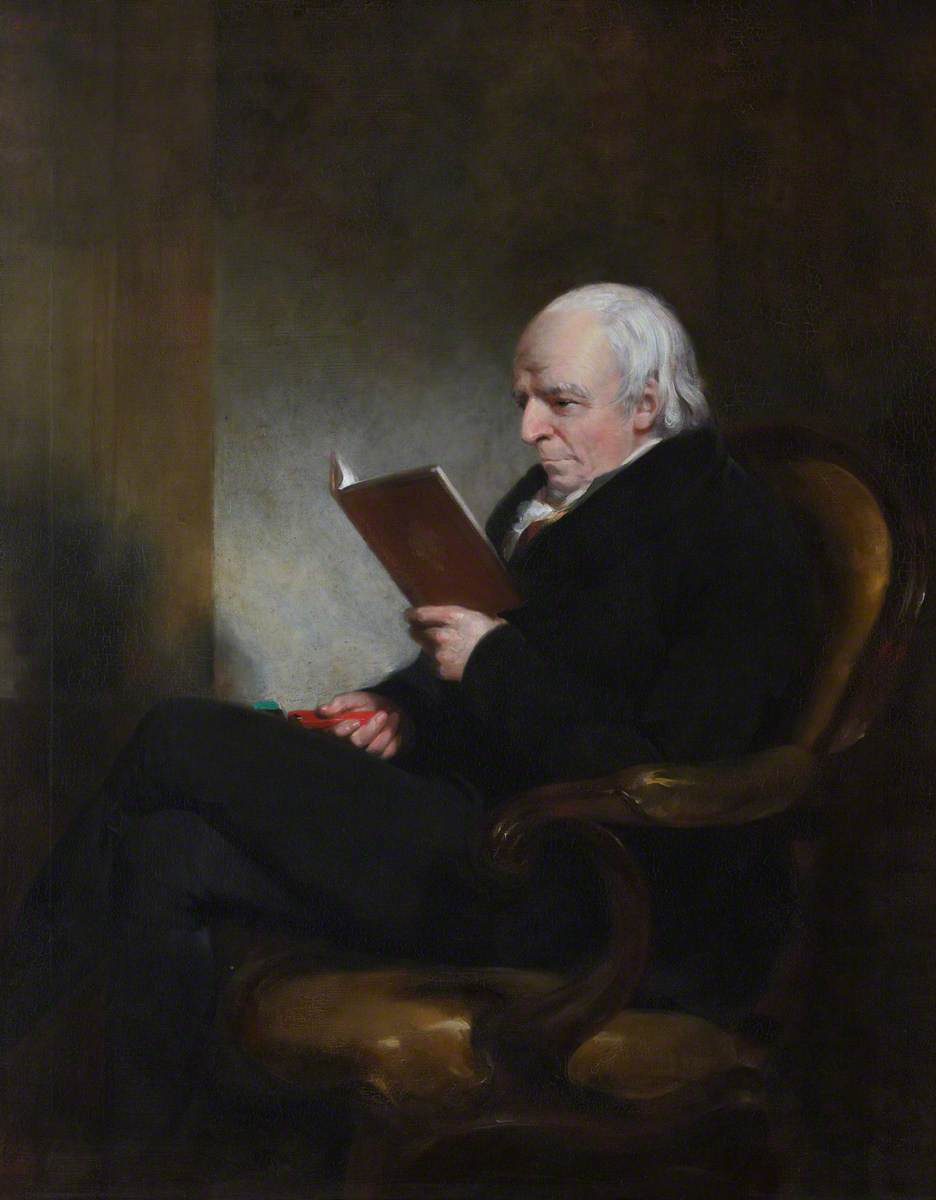
James Hall

Sir James Hall 4e Baronet (Dunglass (Schotland), 17 januari 1761 - Edinburgh, 23 juni 1832) was een Schotse geoloog en geofysicus tijdens de Schotse verlichting. Hij was de eerste die experimenten uitvoerde om geologische waarnemingen te verklaren.

## Biografie
In 1776 erfde Hall het baronetschap van zijn vader. Hij studeerde aan de universiteiten van Cambridge en Edinburgh waar hij onder andere les kreeg van de scheikundige Joseph Black en de natuurvorser John Walker. Daarna ging hij naar Frankrijk om aan de militaire academie van Brienne te studeren. Hij was daar een studiegenoot van Napoleon Bonaparte, met wie hij op vriendschappelijke voet verkeerde. Tijdens zijn verblijf daar ontmoette hij Antoine Lavoisier en raakte onder de indruk van de Franse scheikundige ontdekkingen van die tijd.
Terug in Schotland trouwt hij in 1786 met Lady Helen Hamilton Douglas, de dochter van Dunbar Douglas, 4e Earl van Selkirk, en raakte geïnteresseerd in de theorie van het uniformitarianisme, opgesteld door James Hutton. Hutton en John Playfair waren goede vrienden van Hall, het drietal vormde de belangrijkste aanhangers van het plutonisme, een andere concept dat door Hutton was bedacht.
Hall wordt beschouwd als de vader van de experimentele geologie. Hij bouwde een machine om hoge temperaturen na te bootsen en het lukte hem enkele soorten gesteente die in de natuur voorkomen experimenteel na te maken. Hij toonde aan dat twee smelten gemengd konden worden en dat kalksteen kan worden omgevormd naar marmer. Hij toonde ook aan dat granitische smelt in een sedimentair gesteente kan intruderen als aders, en bewees hiermee een deel van Huttons' ideeën. John Playfair gebruikte de resultaten van Halls' experimenten om een wiskundige benadering voor geologische problemen te bepleiten.
Hall reisde naar de Alpen en de Etna om geologische formaties te bestuderen. Hij zag in dat vulkanische gesteente in Schotland op dezelfde manier gevormd moest zijn als de (gestolde) lavastromen bij de Etna. Hij was ook de bedenker van de geosynclinetheorie, die verder werd uitgewerkt door de Amerikaan James Dwight Dana.
Van 1807 tot 1812 was hij lid van het Schotse parlement. Vervolgens werd hij voorzitter van de Royal Society of Edinburgh, de Schotse academie van wetenschappen, van 1812 tot 1820. Naast zijn werk als geoloog deed hij ook onderzoek naar Gotische architectuur, waarvan de resultaten zijn neergelegd in zijn Origin and Principles of Gothic Architecture. Zijn tweede zoon, Basil Hall, werd een bekend reiziger en auteur.